# Max Clarus

Max Clarus (1852–1916), Fotografie

Max Clarus (* 31. März 1852 in Mühlberg/Elbe; † 6. Dezember 1916 in Braunschweig) war ein deutscher Kapellmeister und Komponist.

## Leben
Ersten musikalischen Unterricht erhielt Clarus von seinem Vater, dem Musikdirektor Moritz Clarus. Er studierte seit 1870 am Königlichen Musik-Institut Berlin bei August Haupt, J. J. Schneider und Albert Löschhorn. Daneben betrieb er Opern- und Orchesterstudien am Berliner Opernhaus. Von 1871 bis 1875 war er Kapellmeister am Deutschen Reichs-Theater in Berlin. Es folgte von 1875 bis 1878 eine Tätigkeit als Kapellmeister in Potsdam und Breslau. In dieser Zeit war Clarus auch Gastdirigent in München, Innsbruck, Salzburg, Linz, Wien und Budapest. Es folgte 1879 eine Tournee nach New York. Von 1880 bis 1882 war Clarus nacheinander für jeweils eine Spielsaison Kapellmeister am Hoftheater Potsdam, an der Krolloper Berlin, am Stadttheater Aachen, am Victoria-Theater und an der Deutschen Oper in Berlin.

### Tätigkeit in Braunschweig
Am 1. August 1882 wurde Clarus Musikdirektor der Herzoglichen Hofkapelle und Chordirektor der Hofoper Braunschweig. Zu Beginn arbeitete er als Korrepetitor und betreute den Chor, bevor er ab Januar 1884 Ballette und Possen und seit Mai 1884 auch Opern dirigierte. Im Jahre 1890 erhielt er den Titel eines Hofmusikdirektors. Daneben war er als Dirigent mehrerer Vereine tätig. Er machte sich in Braunschweig um die Etablierung der deutschen Spieloper mit deren Hauptrepräsentanten Albert Lortzing verdient. Weitere Schwerpunkte des Opernrepertoires unter Clarus stellten Werke Giuseppe Verdis und Gaetano Donizettis dar. Nach dem Ausscheiden des Hofkapellmeisters Hermann Riedel im Jahre 1911 erschwerten Differenzen mit dem neuen Hofkapellmeister R. Hagel und dem Intendanten E. von Frankenberg Clarus’ letzte Amtsjahre. Clarus starb am 6. Dezember 1916 während eines Jagdausflugs an einem Schlaganfall.

### Ehrungen
Clarus wurde mehrfach von Kaiser Wilhelm II. ausgezeichnet. Er gehörte der musikalischen beratenden Kommission des Kaisers an. Er war Träger des Ordens Heinrichs des Löwen.

## Werke (Auswahl)
Clarus komponierte Chöre, Märchenspiele, Balladen, Ballettmusiken und zwei Opern.
- Des großen Königs Rekrut. Vaterländische Oper in drei Aufzügen, Text von Wilhelm Meves, Appelhans, Braunschweig 1889; OCLC 706860094.
- Prinzessin Ilse. Romantische Operndichtung in drei Aufzügen. Vieweg und Sohn, Braunschweig 1895; OCLC 81931498.
- Auf dem Feld der Ehre. Tongemälde, Dichtung von Albert Niess. Ed. Bote & G. Bock, Berlin 1902; OCLC 26130010 (am 15. November 1909 Uraufführung in Kassel).
- Der Wunschpeter und das Glücksglasmännlein: ein Märchenspiel mit Gesang und Tanz in 5 Bildern. Text von Paul Diedicke, 1911, OCLC 633288487.
- Zwerg Nase und die Kräuterhexe. Märchen in 5 Bildern. um 1913, OCLC 633288075.
- Das Büblein von Hameln und der Rattenfänger. Weihnachtsmärchen, Text von Paul Diedicke, 1916.[3]